# Caso Sierra Bella
El caso Sierra Bella es un escándalo político de corrupción y tráfico de influencias surgido en Chile en 2023, vinculado a políticos militantes del Partido Comunista de Chile (PCCh) en relación a la venta de un centro de salud privado a la Municipalidad de Santiago. En 2025, el fiscal a cargo de la investigación decidió no perseverar en el caso por no reunir los antecedentes suficientes.
Este caso fue sobreseído por falta de antecedentes, sin no existen antecedentes que acrediten la acusación, el caso se desestima declarando inocentes a los inculpados.
Dicho lo anterior el escándalo no es de los inculpados es de los medios de comunicación y la Fiscalía que hizo acusaciones sin tener los respaldos.

## Antecedentes
En abril de 2022 la Inmobiliaria San Valentino adquiere la Clínica Sierra Bella por un valor de 2.080 millones de pesos chilenos, según consta ante el Conservador de Bienes Raíces de la ciudad de Santiago. A fines de diciembre, la inmobiliaria recibe una carta oferta de la alcaldesa de la comuna, Irací Hassler (PCCh), donde se ofrece una suma de 234 124 unidades de fomento (alrededor de 8200 millones de pesos) por la compra del inmueble, con el propósito de establecer un centro médico administrado por el municipio. El 18 de enero de 2023 el Concejo Municipal de Santiago aprobó con nueve votos a favor y una abstención, la compra de dicha clínica, ubicada en la calle del mismo nombre en el centro de la ciudad de Santiago de Chile, facultando a la alcaldesa a la firma para la adjudicación del inmueble por parte del municipio por un monto de 8252 millones de pesos chilenos. Ese mismo día, todos los miembros del Concejo y la Contraloría General de la República de Chile (CGR), recibieron un correo electrónico por parte de Diego Berríos, abogado de la Sociedad Las Malvas, alertando de que la administración municipal de Santiago desechó una oferta de 3 mil millones de pesos para comprar un inmueble ubicado en calle Carmen para el mismo propósito de salud, es decir, una diferencia de 5200 millones de pesos entre ambas propuestas. En consecuencia, la edil firma el contrato de compraventa dos días después. El 23 de enero la Contraloría oficia al municipio que entregara los detalles de dicha transacción en un plazo de diez días.
El 30 de enero los concejales de Santiago, Juan Mena y Patricio Mekis, presentaron un recurso ante el ente fiscalizador, acusando un perjuicio patrimonial enorme en contra del municipio. Al día siguiente, el Conservador de Bienes Raíces de Santiago, Luis Maldonado Croqueville, rechazó la inscripción de la compraventa por presentar una serie de vicios e irregularidades, además de realizar observaciones por la diferencia entre el avalúo fiscal y el precio de venta. Por su parte, el abogado Aldo Duque, quien figuraba como posible candidato a alcalde por la comuna, anunció una querella criminal por los delitos de fraude y exacciones ilegales. La acción legal fue presentada el 8 de febrero, por lo que el 13 del mismo mes la Fiscalía abre una causa judicial penal por el caso, siendo designado el fiscal Patricio Cooper para tales indagatorias por el Fiscal Nacional, Ángel Valencia.
El 25 de febrero se dio a conocer que la Policía de Investigaciones de Chile (PDI) detectó una serie de anomalías en el proceso de compraventa del inmueble, que parten desde la tasación y las acciones posteriores, tanto de funcionarios como de particulares. Ante estos antecedentes, la Contraloría General ordenó congelar todo el proceso de compraventa, además de instruir un proceso disciplinario para determinar responsabilidades.
El 29 de marzo, el Conservador de bienes raíces de Santiago rechazó por segunda vez la inscripción de la compraventa de la clínica, aduciendo que los documentos entregados por el municipio, no son suficientes para subsanar los problemas observados. Al día siguiente, el diputado Gonzalo Winter de Convergencia Social, la consejera regional metropolitana, María Eugenia Puelma, junto a la concejala Dafne Concha, ambas militantes comunistas, se presentaron en las dependencias de la clínica para otorgar un respaldo político al municipio. El 13 de abril, la alcaldesa Hassler anunció que no perseveraría en la compra de la clínica, dado el dictamen de Contraloría y el proceso judicial en curso contra dicha adquisición. Al día siguiente, la edil pidió la renuncia al director jurídico y al secretario de planificación del municipio, aseverando además que no existe ningún fundamento para que ella renuncie a su cargo.
El 3 de marzo de 2025 la PDI publicó un documento de 400 páginas donde se vincula con el caso a la presidenta de la Cámara de Diputadas y Diputados, Karol Cariola, y se abrió una investigación por presunto tráfico de influencias en la compra del inmueble. Asimismo, la institución policial reveló que los chats entre Cariola y Hassler fueron eliminados, pero lograron ser recuperados por la Brigada de Cibercrimen de la PDI, donde también se hace mención al empresario chino radicado en Chile, Emilio Yang y una triangulación con Jorge Cárcamo, apodado "Juanito González", un histórico militante comunista, abriendo una nueva arista del caso. A través de un comunicado oficial, la embajada de la República Popular China en Santiago declaró que el ciudadano mencionado no tiene ningún vínculo con la misión diplomática de su país. El 9 de marzo el diputado Andrés Celis (RN) presentó una querella contra Cariola por tráfico de influencias en este caso.
El 26 de mayo de 2025, el fiscal a cargo del caso decidió no seguir con la investigación puesto que no logró reunir los antecedentes necesarios para continuar con la persecución penal.